# Theloderma phrynoderma
Theloderma phrynoderma és una espècie de granota endèmica de Myanmar.